# Vigneulles-lès-Hattonchâtel
Vigneulles-lès-Hattonchâtel  ist eine französische Gemeinde mit 1581 Einwohnern (Stand 1. Januar 2022) im Département Meuse in der Region Grand Est (bis 2015 Lothringen). Sie gehört zum Kanton Saint-Mihiel im Arrondissement Commercy.

## Geografie
Die Gemeinde liegt 40 Kilometer südwestlich von Metz im Regionalen Naturpark Lothringen. Im Gemeindegebiet entspringt der Fluss Yron.

## Geschichte
Die Gemeinde entstand 1973 aus der Zusammenlegung der Dörfer Billy-sous-les-Côtes, Creuë, Hattonchâtel, Hattonville, Saint-Benoît-en-Woëvre und Viéville-sous-les-Côtes.

## Weblinks

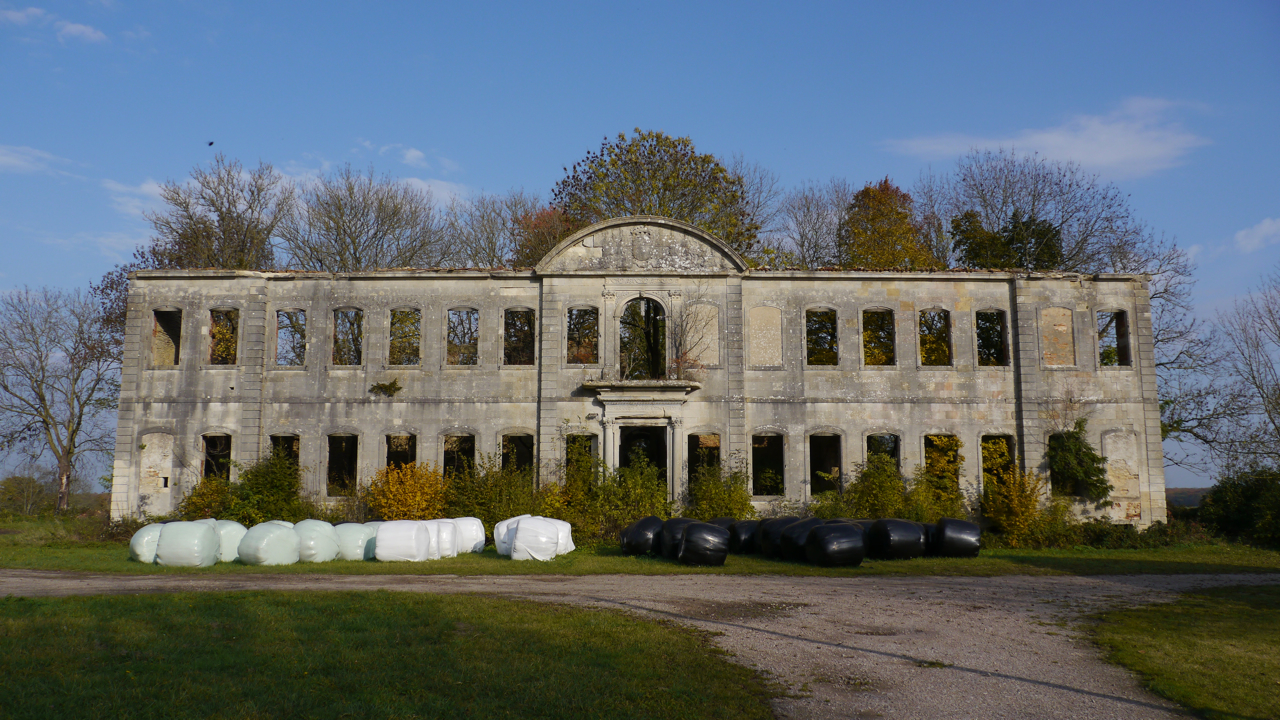
Reste der Zisterzienserabtei Saint-Benoît-en-Woëvre

### Bevölkerungsentwicklung

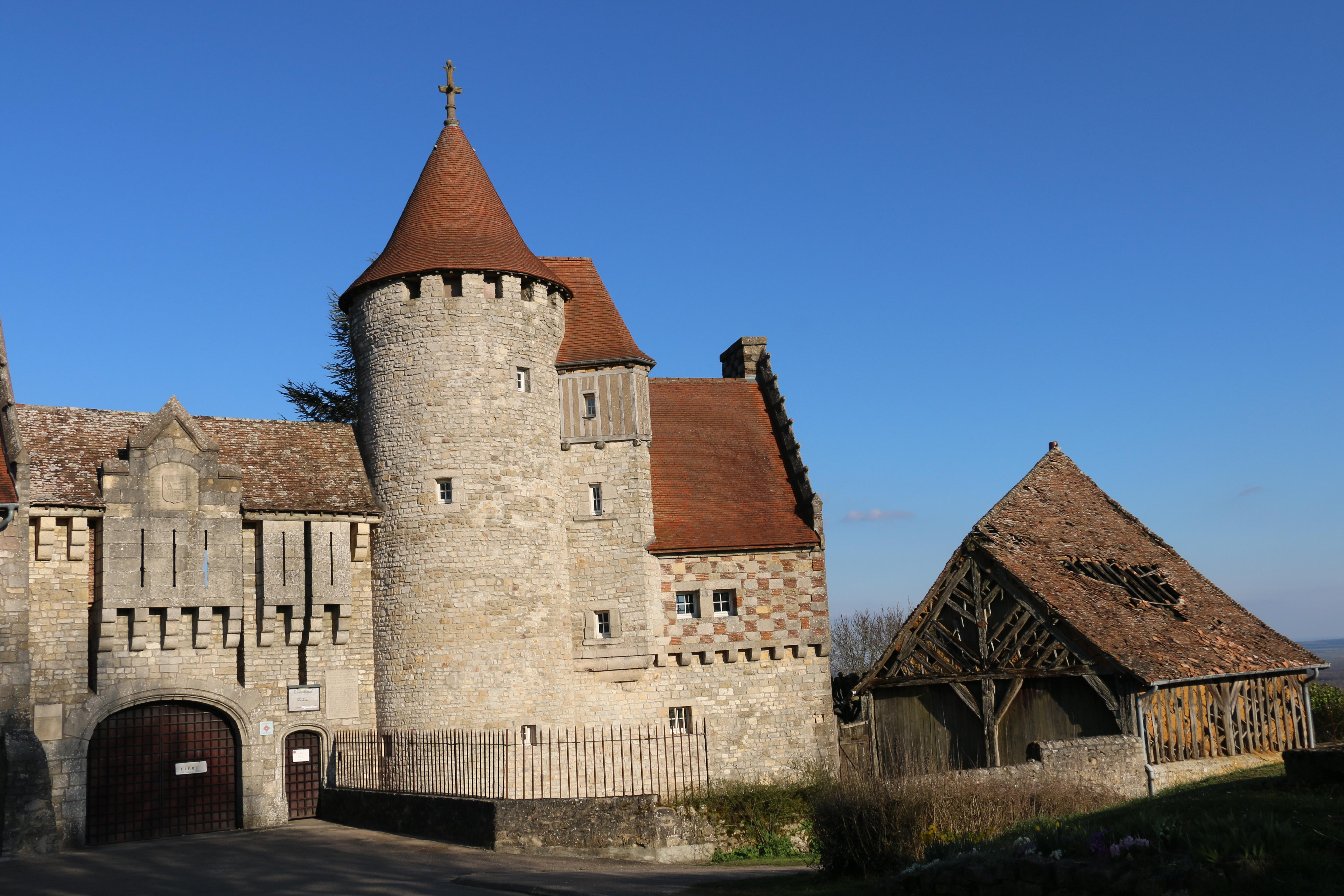
Burg Hattonchâtel

| Jahr      | 1962 | 1968 | 1975 | 1982 | 1990 | 1999 | 2006 | 2010 | 2019 |
| Einwohner | 524  | 473  | 1250 | 1245 | 1355 | 1371 | 1514 | 1551 | 1555 |

## Sehenswürdigkeiten
- Kloster Saint-Benoît-en-Woëvre
- Burg Hattonchâtel
- Tranchée de Calonne